# Caroline Emily Nevill
Lady Caroline Emily Nevill (31. května 1829 – 23. února 1887) byla anglická hraběnka a jedna z prvních anglických fotografek.

## Životopis
Caroline Emily Nevill byla nejstarší dcerou Williama Nevilla, 4. hraběte z Abergavenny, a jeho manželky Caroline Leeke. Její starší bratr William se narodil v roce 1826 v Longford Hall v Shropshire; její další mladší sestra Henrietta Augusta se narodila v roce 1830 poblíž Maidstone v Kentu.

## Fotografie
Nevill a její mladší sestry Henrietta (1830–1912) a Isabel (1831–1915) byly společně známé jako „The Trio“, když v roce 1854 vystavovaly v Královské fotografické společnosti
Lady Caroline byla průkopnickou členkou klubu Photographic Exchange Club (založen 1855) a přispívala architektonickými pohledy na Kent v letech 1855 až 1858. Od roku 1859 byla také členkou Amatérské fotografické asociace.

## Osobní život
Caroline Emily Nevill zemřela v roce 1887 ve věku 57 let.